# Trầm vụn hương phai
Trầm vụn hương phai (tiếng Trung: 沉香如屑·沉香重华; bính âm: Chen Xiang Ru Xie·Chen Xiang Zhong Hua) là bộ phim cổ trang huyền huyễn của Trung Quốc đại lục, cải biên từ tiểu thuyết "Trầm Vụn Hương Phai" của Tô Mịch. Bộ phim do Quách Hổ làm đạo diễn,Trương Diên Áng làm biên kịch với sự tham gia của các diễn viên Dương Tử, Thành Nghị, Trương Duệ, Mạnh Tử Nghĩa, Chu Vịnh Đằng, Phó Phương Tuấn,Từ Khải Ninh, Lý Hân Trạch, Hàn Thừa Vũ, Vương Hạo Hiên. Vào ngày 12 tháng 3 năm 2021 bộ phim bắt đầu quay tại phim trường Hoành Điếm, hoàn thành quay vào ngày 14 tháng 10 cùng năm. Bộ phim được công chiếu lần đầu trên Youku vào ngày 20 tháng 7 năm 2022. Sau khi phát hành, sự phổ biến của phim vượt qua 10.000 lượt phổ biến trong vòng 49 giờ sau khi đăng tải lên mạng, lập một kỷ lục mới trong lịch sử của hãng truyền thông Youku.
Bộ phim được chia thành hai phần "Trầm Vụn Hương Phai" và "Trầm Hương Trọng Hoa".

## Thời gian phát sóng
| Kênh    | Quốc gia           | Tiêu đề phim                                     | Ngày phát sóng        | Giờ phát sóng | Chú thích |  |
| Youku   | Trung Quốc đại lục | 《Trầm Vụn Hương Phai》                          | 20/7/2022 - 17/8/2022 | 18:00         | Đối với hội viên VIP: - Hội viên VIP sẽ được xem 9 tập liên tục trong tuần đầu tiên. Ngày 20/7 chiếu 5 tập. Ngày 21-22/7 mỗi ngày chiếu 2 tập. Thứ 7 và Chủ Nhật mỗi ngày 1 tập. - Từ tuần thứ 2: Thứ 2 - Thứ 4 chiếu 2 tập/ ngày. Thứ 5 chiếu 1 tập. - Ngày 17/8 chiếu 2 tập cuối phần 1 <Trầm Vụn Hương Phai>. Đối với thành viên thường: - Tuần đầu: Ngày 20/7 chiếu 2 tập. Những ngày sau đó mỗi ngày 1 tập. - Từ tuần thứ 2: Thứ 2 - Thứ 6 mỗi ngày 1 tập. - Ngày 6/9 chiếu tập cuối phần 1 <Trầm Vụn Hương Phai>. |  |
| Youku   | Trung Quốc đại lục | 《Trầm Hương Trọng Hoa》                         | 18/8/2022 - 07/9/2022 | 18:00         | Đối với hội viên VIP: - Ngày 18/8 chiếu tập 39 (Tập 1 phần 2). - Từ ngày 22/8 - 25/8 chiếu từ tập 40-46 (Thứ 2,3,4 mỗi ngày 2 tập, thứ 5 chiếu 1 tập). - Ngày 29/8 - 1/9 từ tập 47-53. - Ngày 5/9 - 7/9 từ tập 54-59 (kết phim). - Ngày 2/9 YOUKU mở gói xem trước 6 tập đại kết cục dành cho hội viên VVIP. - 7/9 có 2 tập ngoại truyện sẽ được phát sóng. Đối với tài khoản thường: Mỗi ngày 1 tập chiếu đến 5/10. |  |
| VieOn   | Việt Nam           | 《Trầm Vụn Hương Phai》                          | 20/7/2022 - 17/8/2022 | 21:00         | Đối với hội viên VIP: - Hội viên VIP sẽ được xem 9 tập liên tục trong tuần đầu tiên. Ngày 20/7 chiếu 5 tập. Ngày 21-22/7 mỗi ngày chiếu 2 tập. Thứ 7 và Chủ Nhật mỗi ngày 1 tập. - Từ tuần thứ 2: Thứ 2 - Thứ 4 chiếu 2 tập/ ngày. Thứ 5 chiếu 1 tập. - Ngày 17/8 chiếu 2 tập cuối phần 1 <Trầm Vụn Hương Phai>. Đối với thành viên thường: - Tuần đầu: Ngày 20/7 chiếu 2 tập. Những ngày sau đó mỗi ngày 1 tập. - Từ tuần thứ 2: Thứ 2 - Thứ 6 mỗi ngày 1 tập. - Ngày 6/9 chiếu tập cuối phần 1 <Trầm Vụn Hương Phai>. |  |
| VieOn   | Việt Nam           | 《Trầm Hương Trọng Hoa》                         | 18/8/2022 - 07/9/2022 | 21:00         | Đối với hội viên VIP: - Ngày 18/8 chiếu tập 39 (Tập 1 phần 2). - Từ ngày 22/8 - 25/8 chiếu từ tập 40-46 (Thứ 2,3,4 mỗi ngày 2 tập, thứ 5 chiếu 1 tập). - Ngày 29/8 - 1/9 từ tập 47-53. - Ngày 5/9 - 7/9 từ tập 54-59 (kết phim). - 7/9 có 2 tập ngoại truyện sẽ được phát sóng. Đối với thành viên thường: Mỗi ngày 1 tập chiếu đến 5/10. |  |
| Netflix | Đài Loan           | 《Trầm Vụn Hương Phai》 《Trầm Hương Trọng Hoa》 | 24/8/2022             | 20:00         | 13 tập đầu tiên sẽ được cập nhật 2 lần/ngày từ thứ 4 đến thứ 6, riêng thứ 7 sẽ cập nhật 1 tập. |  |

## Khái thuật nội dung phim
Lưu ý: Bài viết dưới đây có thể cho bạn biết trước nội dung tác phẩm. Cân nhắc trước khi xem.
Trầm Vụn Hương Phai lấy bối cảnh Thiên giới và Phàm giới kể về chuyện tình đầy trắc trở khổ ải của Liên hoa tinh Nhan Đạm (Dương Tử thủ vai)  và Đông Cực Thanh Ly Ứng Uyên Đế quân (Thành Nghị thủ vai). Nhan Đạm cùng với tỷ tỷ song sinh của mình là Chỉ Tích (do Mạnh Tử Nghĩa thủ vai) vốn là hai Liên hoa tinh còn lại của tộc Tứ Diệp Liên Hoa thời thượng cổ, có khả năng chữa bách độc, lành mọi vết thương, cao quý vô cùng. Vào thọ yến Vương Mẫu, trước khi hoá thành hình người hai tỷ muội đã suýt bị Thước Hoa trưởng lão ở Ma tộc cướp đi, sau may mắn được Ứng Uyên Đế quân giải cứu và đặt tên cho hai tỷ muội. Nhan Đạm và tỷ tỷ hóa thành người trước thời hạn 100 năm và từ đây, Nhan Đạm đã gặp kiếp nạn lớn nhất đời mình - tình kiếp.
Vì đem lòng yêu Ứng Uyên Đế quân, nàng không tiếc moi nửa trái tim của mình để cứu ngài khi Ứng Uyên bị trúng Vô Vọng Chi Hoả trong đại chiến Tiên - Ma, bị mù hai mắt, một lòng hướng đến cái chết. Nhan Đạm đã ở bên và bầu bạn với Ứng Uyên quân để giúp ngài vượt qua giày vò trong thể xác và tinh thần, mang đến cho ngài sự vui vẻ và ấm áp chưa từng có trong suốt mấy vạn năm ngồi trên đế toạ của mình. Nhan Đạm sau phải chịu hình Lôi hình thay tỷ tỷ và bị mọi người hiểu lầm là Chỉ Tích đã cứu Đế quân chứ không phải mình. Nhưng khi Đế quân tỉnh lại, dù biết Nhan Đạm là người moi tim cứu mình chứ không phải Chỉ Tích nhưng ngài cũng không làm được gì vì sợ nếu vạch trần Chỉ Tích sẽ làm Nhan Đạm đau lòng vì niệm tình tỷ muội và nếu mọi người biết Nhan Đạm có tình cảm với ngài, nàng sẽ phải chịu tình phạt đến chết mới thôi. Nhan Đạm nghĩ Đế quân không nhận ra mình và trong lòng chỉ có thiên hạ chúng sinh nên ôm theo nỗi tuyệt vọng và oán hận nhảy xuống vòng luân hồi tiêu tán tiên linh và lưu lạc bên Vong Xuyên gần 900 năm do mãi không thể quên chàng. Ứng Uyên sau đó đã phải chịu phạt do nhảy xuống cầu Liễu Vô để cứu Nhan Đạm khỏi hồn phi phách tán, bị Thiên giới phát hiện chàng đã động tình. Đế Tôn cho Ứng Uyên lựa chọn một trong ba hình phạt nhưng ngài đã chọn tình phạt - hình phạt đau đớn, tàn khốc nhất. Nỗi đau từ dùi băng ngàn năm đâm xuyên vào xương tuỷ, không có điểm dừng, lạnh giá thấu xương, tựa như lăng trì vô cùng đau đớn nhưng chàng không hối hận vì đã cho cả Thiên giới biết chàng yêu Nhan Đạm. Đế Tôn muốn xoá đi kí ức của Nhan Đạm trong tiềm thức Ứng Uyên nhưng chàng kiên quyết giữ lại hình bóng của nàng khảm vào tiên linh của mình để vĩnh viễn không quên Nhan Đạm. Biết được Nhan Đạm lưu lạc ở Vong Xuyên gần 900 năm, Ứng Uyên đã xuống Vong Xuyên để giúp nàng độ kiếp, quên đi quá khứ, xuống Phàm giới làm lại từ đầu. Trong khi giúp Nhan Đạm xoá đi kí ức ở Vong Xuyên, Ứng Uyên vô tình biết được đại chiến Tiên - Ma có uẩn khúc nên đã xin Đế Tôn xuống Phàm giới, giữ lại ký ức trên Thiên giới để thuận tiện cho việc điều tra. Tuy nhiên khi chuẩn bị xuống Phàm giới, Ứng Uyên bị người bí ẩn hại nên đã quên hết ký ức Thiên giới.
Nhan Đạm xuống Phàm giới làm một Hoa yêu tinh nghịch tự do tự tại. Tại đây nàng gặp lại những người bằng hữu trên Thiên giới là Dư Mặc (Trương Duệ đóng) và tiểu tiên quy Tử Lân (Tôn Trạch Nguyên thủ vai) nhưng nàng không còn nhận ra ai cả. 
Ở núi Gia Lan nàng được Dư Mặc bảo vệ hết mực và gặp lại Ứng Uyên Đế quân hạ phàm lịch kiếp trong thân phận mới là Đường Châu - một thiên sư tróc yêu, từ đây, chuyện tình đầy đau khổ lại một lần nữa bắt đầu. Đường Châu trong một lần đi tróc yêu đã gặp phải nhân vật bí ẩn tìm mọi cách để sát hại chàng, dẫu sao lúc này chàng vẫn đang trong cơ thể người phàm nên mọi sự chống trả của chàng chỉ là vô ích. Chàng bị rách tiên y và phải tìm đủ bốn món thần khí thất lạc của bốn vị Đế quân Thiên giới là Thất Diệu Thần Ngọc, Lí Trần, Chử Mặc và Địa Chỉ mới chữa lành được vết thương trong cơ thể chàng, nếu không cơ thể người phàm của chàng không thể chứa nổi tiên y, lâu dần sẽ nứt ra và khiến chàng nổ chết. Trên hành trình thu thập tứ đại thần khí của Đường Châu luôn có Nhan Đạm đồng hành cùng chàng, qua thời gian Đường Châu đã nảy sinh tình cảm với nàng, nhưng vì trách nhiệm của chưởng môn tương lai phải đoạn tình tuyệt ái nên Đường Châu chỉ đành giấu kín tình cảm của mình đối với nàng. Đứng trước lựa chọn khó khăn giữa chúng sinh và người mình yêu nhưng lần này Đường Châu đã chọn Nhan Đạm. Hai người cũng vô tình tìm lại được kí ức đã mất và quay về Thiên giới cùng nhau điều tra và tìm ra kẻ chủ mưu hại mình ở Phàm giới. Trải qua bao trầm luân khổ ải cuối cùng những khúc mắc hiểu lầm cũng được hóa giải, những thế lực tà ác bị tiêu diệt, Tam giới cũng có được sự bình yên. Nhan Đạm và Ứng Uyên lại được về bên nhau nhưng là ở một thế giới khác vì họ đã dùng cả tính mạng để bảo vệ Tam giới.

## Phân vai
Các mục dưới đây có thể cho bạn biết trước nội dung tác phẩm. Cân nhắc trước khi xem.

### Tuyến Nhân Vật Chính
| Diễn Viên  | Nhân Vật           | Giới Thiệu | Lồng tiếng     |
| ---------- | ------------------ | --- | -------------- |
| Dương Tử   | Nhan Đạm / Bạch Mỹ | Liên hoa tinh thời thượng cổ, hóa thành người trước thời hạn 100 năm trong thọ yến Vương Mẫu nên gặp phải tình kiếp là Ứng Uyên Đế quân. Tính cách sôi nổi, trọng tình nghĩa, yêu hận rõ ràng. Ban đầu là một tiểu tiên tì nhỏ bé chuyên cho cá ăn ở Huyền Tâm Nhai, không có chấp niệm với việc tu tiên, sống an phận vui vẻ qua ngày. Sau đó trở thành tiên thị ở Diễn Hư Thiên Cung do làm vỡ đai ngọc Hỗn Nguyên của Ứng Uyên Đế quân. Nhan Đạm ban đầu không ưa Ứng Uyên quân vì ngài luôn bắt nàng phải sửa đi sửa lại chiếc đai ngọc vì chưa vừa ý, thêm tính hay lật qua lật lại chú rùa nàng nuôi ở Huyền Tâm Nhai, cộng thêm tính tình cứng nhắc, nghiêm túc, khuôn phép đến kì lạ. Nhan Đạm vốn chỉ nghĩ đến ngày Ứng Uyên quân mất hết tiên lực thì nàng sẽ hả hê biết chừng nào, nhưng chẳng biết từ khi nào, sự dịu dàng, cương nghị và tài năng của Ứng Uyên đã cảm hoá Nhan Đạm và làm nàng rung động. Khi Ứng Uyên bị trúng Vô Vọng Chi Hoả, bị mù cả hai mắt, Nhan Đạm đã ở bên và chăm sóc ngài ở cấm địa Thiên giới trong suốt những ngày tháng đau khổ ấy. Vì tình yêu sâu đậm dành cho Ứng Uyên, để giải độc Vô Vọng Chi Hoả cho ngài nàng đã dùng một nửa trái tim Hạm Đạm của mình để luyện thành thuốc giải. Sau đó, Nhan Đạm hiểu lầm Ứng Uyên không nhận ra mình là người chăm sóc và khoét tim tương cứu, thay vào đó là Chỉ Tích - tỷ tỷ của nàng đã tranh công và nghĩ rằng trong lòng ngài không có chỗ cho mình nên đau lòng chết tâm mà nhảy xuống cầu Liễu Vô ngay trước mắt Ứng Uyên, tiên linh tan vỡ, không thể tu lại tiên căn và suýt hồn phi phách tán. Nhan Đạm lưu lạc ở Vong Xuyên gần 900 năm nhưng không thể vượt qua Vong Xuyên vì mãi không quên được người mình yêu. Ứng Uyên biết được đã xuống Vong Xuyên, tự mình hút rễ tình cắm sâu trong lòng nàng và tìm mọi cách để nàng quên đi quá khứ, luân hồi chuyển kiếp. Sau khi xuống trần gian, nàng trở thành một Hoa yêu, tự xưng là Bạch Mỹ, sau đó gặp Dư Mặc - người bạn tri kỷ của mình ở Thiên giới, sau đổi tên thành Nhan Đạm. Ngay cả ở Phàm trần, nàng cũng gặp lại Ứng Uyên Đế quân trong thân phận lịch kiếp ở Phàm giới là Đường Châu xuống Phàm giới để điều tra uẩn khúc về Tiên - Ma đại chiến, nhưng hai người không còn nhớ gì về nhau và không còn kí ức Thiên giới. Thế nhưng, duyên phận đưa đẩy khiến họ yêu nhau một lần nữa, và từ đây bắt đầu chuyện tình đầy đau khổ của hai người. Nhan Đạm trong lúc tới Vong Xuyên lần nữa đã nhớ ra hết thảy ký ức đau lòng ở Thiên giới, nhận ra Đường Châu chính là Ứng Uyên, đã tìm mọi cách để từ chối và đẩy chàng ra xa vì không muốn lặp lại vết xe đổ khi xưa. Đường Châu bị hại và tiên y bị rách, tiên linh tràn ra ngoài cơ thể sắp không chịu nổi, Nhan Đạm đã dùng nốt nửa trái tim Hạm Đạm cuối cùng để khôi phục lại cơ thể thật của Ứng Uyên, để ngài thuận lợi quy vị. Chỉ Tích sau đó đã dùng nửa trái tim Hạm Đạm của mình để cho muội muội, tránh cho nàng hồn phi phách tán. Khi trở về Thiên giới, Nhan Đạm dù trong lòng còn yêu Ứng Uyên rất nhiều nhưng vẫn còn canh cánh việc Ứng Uyên tự tay xoá đi kí ức của hai người bên bờ Vong Xuyên, hơn nữa không thể yêu Ứng Uyên vì chàng là vị thần chịu trách nhiệm cho an nguy của cả Tam giới chứ không phải là Ứng Uyên của một mình nàng nên đã dối lòng mà từ chối Ứng Uyên, phủ định tình cảm của hai người. Ứng Uyên sau khi từ Phàm giới trở về đã thấu hiểu lòng mình, tìm mọi cách níu kéo Nhan Đạm nhưng nàng dường như đã kiên quyết dứt tình với chàng. Sau nhiều biến cố mất đi người thân, Ứng Uyên luôn ở bên cạnh an ủi Nhan Đạm, cũng như hai người cùng nhau tìm ra kẻ chủ mưu đứng đằng sau tất cả mọi chuyện, Nhan Đạm đã dần mở lòng lại với Ứng Uyên. Nhan Đạm cùng Đế quân trải qua bao khổ ải từ Thiên giới đến Phàm giới cuối cùng cũng hóa giải được những khúc mắc, tiêu diệt hết những thế lực tà ác và về bên nhau nhưng ở một thế giới khác. Là nhà viết kịch hàng đầu Thiên giới, đam mê đem những hỉ nộ ái ố của cuộc đời vào cuốn "Hồng Trần Lục" do mình biên soạn. Khi còn ở Thiên giới chơi cờ rất giỏi, chính vì vậy được Ứng Uyên quân nhìn trúng và đem nàng về bên ngài tiếp tục bồi dưỡng. | Âm thanh gốc   |
| Thành Nghị | Ứng Uyên           | Là vị Đế quân trẻ tuổi nhất Thiên giới, một trong sáu vị Thượng thần hiếm hoi còn tại vị. Tài mạo song toàn, là tấm gương của cả Cửu Trùng Thiên, có đam mê chơi cờ và luôn giấu binh pháp do chính mình dày công biên soạn vào bàn cờ. Là một người sống nội tâm, luôn tâm niệm phải tuân thủ Thiên quy vì đó là trách nhiệm cũng như tội nghiệt do dòng máu Tu La đang chảy trong người chàng. Vì quá để tâm đến Thiên quy nên cuộc sống không có gì mới mẻ, cả vạn năm cuộc sống chỉ xoay quanh chiến hoả và thế sự. Cuộc sống của Ứng Uyên chỉ thay đổi khi gặp Nhan Đạm. Một Đế quân uy nghiêm cao thượng nhưng lại phải lòng Liên hoa tinh Nhan Đạm, trước coi trọng nàng vì có tài đánh cờ và phá giải thế cờ rất tuyệt, sau mến mộ vì tính cách lanh lợi, lương thiện, trọng tình nghĩa của nàng. Thiên luật quy định thần tiên không được có tình cảm, nếu có tình sẽ bị phạt đến hồn phi phách tán. Ứng Uyên vì nàng mà hai lần phải chịu tình phạt đau đớn thấu xương, sức cùng lực kiệt vẫn cố gắng khảm hình bóng Nhan Đạm vào tiên linh vì sợ sẽ quên đi nàng. Vì tiên tì trong cung đem chiếc đai ngọc Nhan Đạm thêu cho mình vào lò thiêu mà mặc thân đang trọng thương vẫn kiên quyết nhảy vào lò thiêu để tìm lại chiếc đai ấy, trân quý vô cùng, trăm năm không đổi. Đau khổ vì phải tự mình khiến Nhan Đạm quên đi mình, tất cả những kí ức và đau khổ của hai người giờ đây chỉ mình chàng chịu đựng. Trải qua chuyện tình đầy trắc trở cùng Nhan Đạm từ Thiên giới đến Phàm trần, cuối cùng Ứng Uyên cũng hiểu rõ mình là ai, lòng mình muốn gì và người mình muốn bảo vệ cả đời. Sau khi lịch kiếp ở Phàm trần, Ứng Uyên không còn là Đế quân trước kia nữa mà đã trở thành Ứng Uyên không màng thiên quy, đặt chuyện bảo vệ người trong lòng mình lên hàng đầu, chấp nhận hy sinh để bảo vệ Tam giới và người mình yêu vì ngài nghĩ "chúng sinh còn thì nàng còn" nhưng ngài đâu biết không có ngài thì Nhan Đạm sống không còn ý nghĩa gì. | Trương Kiệt    |
| Thành Nghị | Đường Châu         | Thân phận lịch kiếp dưới Phàm giới của Ứng Uyên. Từ nhỏ đã được rèn luyện trong phái Lăng Tiêu - môn phái chuyên diệt yêu quái trừ hại cho dân. Được chưởng môn phái khen ngợi là thông minh lanh lợi, tài trí hơn người, có khả năng đảm nhận vị trí chưởng môn tương lai. Đường Châu trong một lần tróc yêu gặp Liên hoa tinh Nhan Đạm nhưng thay vì bắt nàng và đem về sư môn xử lý lại dây dưa không dứt, không nỡ giết nàng. Đường Châu sau khi quen biết với Liên hoa tinh Nhan Đạm cũng đã nhận ra được một điều trên đời này không phải yêu tinh nào cũng làm hại người, yêu tinh cũng giống như con người có thiện và ác. Dần dần chàng nảy sinh tình cảm với Nhan Đạm và chỉ mong Nhan Đạm được hạnh phúc, vui vẻ. Là chưởng môn phái Lăng Tiêu phải đoạn tình tuyệt ái, vậy nên chưởng môn đã ban cho Đường Châu một chiếc vòng đoạn tình đeo vào tay chàng, cũng là trói chặt lòng chàng để chàng hoàn toàn chết tâm với tình ái. Nhưng chiếc vòng không thể ngăn được sự rung động của Đường Châu dành cho Nhan Đạm. Mỗi khi chàng động lòng, pháp hoàn sẽ rung lên và phát sáng, càng thít chặt vào da thịt, đau đớn vô cùng, tựa như dùi đâm. Đường Châu không biết mình chính là Ứng Uyên Đế quân trên Thiên giới, ở trần gian chàng chỉ biết mình là chàng thanh niên 20 tuổi mạnh dạn theo đuổi tình yêu của mình. Đường Châu đau khổ vì Nhan Đạm từ chối tình cảm của mình, chỉ mong tình cảm của mình với nàng được hồi đáp, nhưng Đường Châu không hề biết Nhan Đạm không thể đáp lại chàng vì chàng không thể mãi là Đường Châu, sẽ có ngày chàng quy vị về Thiên giới làm Đế quân nên tình yêu giữa họ không có kết quả. Vì bảo vệ Nhan Đạm, chàng sẵn sàng từ bỏ chức vụ chưởng môn phái Lăng Tiêu, sẵn sàng hy sinh bản thân mình để bảo vệ nàng, mạnh dạn theo đuổi tình yêu và sống cho bản thân mình. | Trương Kiệt    |
| Thành Nghị | Huyền Dạ           | Lãnh chúa của tộc Tu La, được toàn bộ tộc Tu La cung kính gọi hai tiếng "Tôn chủ", ngài là cha của Ứng Uyên. Tộc Tu La dù có pháp lực mạnh, dòng máu Tu La có thể khiến cả Tam giới thần phục nhưng tuổi thọ ngắn, Huyền Dạ nghĩ đến việc có được pháp khí Thất Diệu Thần Ngọc của Thượng Thuỷ Nguyên Tôn Nhiễm Thanh để thi triển phép hút lấy linh lực người khác nhằm gia tăng sức mạnh và tuổi thọ. Huyền Dạ luyện thành công Càn Khôn Dẫn và có khả năng đảo ngược thời gian nhờ thần khí Chuyển Tức Luân. Dựng vở kịch lừa dối Nhiễm Thanh để xâm nhập vào Thiên giới, lợi dụng nàng lấy pháp khí Thất Diệu Thần Ngọc, luyện Vĩnh Dạ Công đến tầng cao nhất nên có pháp lực vô cùng lớn, có âm mưu trở thành bá chủ Tam giới nhưng không ngờ ngài lại yêu Nhiễm Thanh. Huyền Dạ tham lam muốn có cả tình yêu và thiên hạ nhưng không thể vẹn toàn, ngài dùng Chuyển Tức Luân ngàn lần để thay đổi kết cục, mong muốn được bạc đầu giai lão với Nhiễm Thanh đồng thời làm chủ thiên hạ. Nhưng rồi đến cùng trước nguy cơ nổi dậy gây chiến tranh với Thiên giới để làm bá chủ Tam giới của tộc Tu La, Nhiễm Thanh đã phá vỡ nguyên thần để tạo kết giới bảo vệ bình yên cho Tam giới hàng vạn năm, dẫn đến hai người đều bị khí tức của nó phát nổ mà chết. Tập cuối làm hòa với Nhiễm Thanh trong mộng cảnh của con trai họ và biết được rằng nàng chưa bao giờ hận ngài. | Âm thanh gốc   |
| Trương Duệ | Dư Mặc             | Hậu duệ còn lại của tộc Cửu Kỳ, con cá đen được Nhan Đạm cứu giúp ngay thời điểm mấu chốt để hóa thành người và từ đó đem lòng yêu nàng, muốn ở bên che chở cho nàng suốt đời. Là người yêu thương, muốn bảo vệ Nhan Đạm hơn ai hết trên Thiên giới và dưới trần gian. Vì nàng mà không tiếc bất cứ điều gì, tự tay cưa đi chiếc sừng Cửu Kỳ quý giá của mình, đau đớn đến mất nửa cái mạng nhưng không hối tiếc, dùng nó làm vũ khí phá vỡ kết giới để xuống trần gian tìm Nhan Đạm. Luôn mang trong lòng ái mộ nhưng không dám bày tỏ vì sợ nếu bày tỏ mà lòng Nhan Đạm không nguyện ý thì đến bạn bè cũng không thể làm được nữa. Sau khi quen biết với Đường Châu ở Phàm giới đã trở thành bạn tốt, cùng nhau sát cánh lật đổ nhiều âm mưu và giúp Đường Châu rất nhiều trong hành trình tìm lại thần khí. Biết Đường Châu thích Nhan Đạm nên đã buông tay, chấp nhận làm bạn tốt với Nhan Đạm. Lên Thiên giới cũng tiếp tục kề vai chiến đấu với Ứng Uyên trong quá trình lật đổ kẻ ác. Dư Mặc cùng với Ứng Uyên và Nhan Đạm mãi là tiểu đội "Mỗi ngày một việc tốt". | Tôn Thuỵ Dương |

### Tuyến Nhân Vật Phụ

#### Thiên Giới
| Diễn Viên      | Nhân Vật                                                                        | Giới thiệu | Lồng tiếng      |
| -------------- | ------------------------------------------------------------------------------- | --- | --------------- |
| Chu Vịnh Đằng  | Ứng Triệu (Đế Tôn)                                                              | Là người có vị trí cao nhất Thiên giới, đứng đầu Cửu Trùng Thiên, nắm trong tay Thiên luật, là người nuôi dưỡng Ứng Uyên từ nhỏ, gửi gắm rất nhiều hy vọng, thương ngài như con ruột của mình, dạy dỗ và dùng thần lực của mình để khắc chế dòng máu Tu La của chàng, hướng Ứng Uyên trở thành một vị Đế quân tài giỏi, mưu lược, hy sinh hết mình vì Tam giới. Sau cùng bị kẻ gian hãm hại giả danh nhưng cuối cùng vẫn trở về làm Đế Tôn chân chính. | Triệu Minh Châu |
| Mạnh Tử Nghĩa  | Chỉ Tích                                                                        | Là một tỷ tỷ thương yêu và chiều chuộng Nhan Đạm hết mực. Ban đầu là phó Chưởng sự của Diệu Pháp Các, tính tình hiền lành, chăm chỉ tu luyện nhưng vì bị Huỳnh Đăng thao túng, dùng kế khích tướng nhằm ly gián tình cảm hai tỷ muội, trở nên đố kị ghen ghét với Nhan Đạm, hại muội muội mình suýt hồn phi phách tán. Sau này hối hận khôn nguôi, tự tay đẩy Huỳnh Đăng xuống Phàm giới để trả thù cho muội muội, thay Huỳnh Đăng làm Chưởng sự Diệu Pháp Các. Chỉ Tích sau khi thấy Nhan Đạm mất cả trái tim Hạm Đạm vì cứu Ứng Uyên quân nên đã moi nửa trái tim cứu Nhan Đạm và dùng cả tính mạng để bảo vệ Nhan Đạm thoát khỏi Đế Tôn. Suy cho cùng Chỉ Tích vẫn là tỷ tỷ thương yêu Nhan Đạm nhất. "Chỉ Tích sẽ mãi mãi bảo vệ Nhan Đạm" là câu nói cô thường nói với muội muội của mình trong lúc Nhan Đạm gặp khó khăn, trở ngại trong cuộc sống. | Hàn Tiêu        |
| Lý Hân Trạch   | Hoàn Khâm (Kế Đô Tinh Quân)                                                     | Là trợ thủ cũng như quân cờ tự hào nhất của Huyền Dạ cài cắm vào Thiên giới. Trung thành với Huyền Dạ, vì muốn thuận tiện làm việc trên Thiên giới mà không bị phát hiện nên đã nguyện rút hết nội đan Tu La trong cơ thể để tu tiên căn. Bạn tốt của Ứng Uyên Đế quân, trước đây đánh trận bị thương gần như bị phế mất một cánh tay nhưng Ứng Uyên đã dùng nửa tu vi của mình để nối lại cho hắn. Nhưng vì lòng thù hận ghen ghét và dã tâm thao túng thiên hạ đã trở nên độc ác, giết hại vô số, tội ác tày trời, giả danh Đế Tôn làm nhiều việc ác, nhiều lần muốn đẩy Ứng Uyên vào chỗ chết vì Ứng Uyên nhiều lần phá hỏng kế hoạch của hắn, luôn muốn có huyết mạch Tu La của Ứng Uyên để luyện công pháp gia tăng sức mạnh. Sau cùng bị Ứng Uyên dùng chính huyết mạch Tu La của mình để đấu lại và diệt trừ hắn, trừ hại cho Tam giới. | Áo Lôi          |
| Từ Khải Ninh   | Huỳnh Đăng (Chưởng Sự Diệu Pháp Các) / Thánh Đức                                | Chân thân là một cây đèn Huỳnh Trúc. Trước khi hoá thành hình người là cây đèn được Đế Tôn ban tặng Ứng Uyên quân nên đã ở bên và soi sáng cho ngài cả vạn năm, yêu mến Ứng Uyên sâu đậm. Tính tình kiêu ngạo, cậy thế lạm quyền. Lúc còn ở Thiên giới vì yêu Ứng Uyên Đế quân mà không màng thiên quy, toan tính làm bao nhiêu chuyện xấu khiến Chỉ Tích sinh lòng đố kỵ mà hại Nhan Đạm. Sau cùng bị Chỉ Tích trả thù khiến ả bị đày xuống Phàm giới làm người phàm nhưng Chỉ Tích buộc Huỳnh Đăng giữ lại kí ức Thiên giới để ả sống ở Phàm giới trong nhục nhã. Lúc ở trần gian bản tính vẫn không thay đổi, đánh Nhan Đạm về nguyên hình, lấy tên là Thánh Đức quyến rũ An Đô vương Bùi Lạc để hắn nghe theo mình, trở thành trắc phi của hắn và luyện hoá yêu môn tà thuật. Tiếp tục quyến rũ Đường Châu nhưng Đường Châu chỉ một lòng hướng về Nhan Đạm nên nảy sinh lòng ghen ghét, sau liên thủ với Ngao Tuyên muốn giết Dư Mặc để lấy nửa trái tim còn lại của Nhan Đạm. Nhưng cuối cùng vì chấp niệm quá lớn mà không tiếc hóa yêu, giết cả Hoa tinh tộc để hút linh lực nhưng cuối cùng vẫn bị Nhan Đạm đánh tan thành tro bụi. | Lưu Manh Manh   |
| Đốn Ba Lý Úc   | Hỏa Đức Nguyên Soái                                                             | Là một vị nguyên soái lớn tuổi nhất Cửu Trùng Thiên, Đế Tôn cũng phải kính nể ba phần. Tính khí có hơi hung hăng lỗ mãng nhưng rất có tình có nghĩa với Bắc Minh Tiên Quân, sáng suốt trong mọi việc và hay giúp đỡ, tin tưởng Ứng Uyên Đế quân. |                 |
| Hạ Chí Viễn    | Lục Minh (Chưởng sự Tàng Thư Các; tộc trưởng tộc Giao Nhân; Bắc Hải Long Vương) | Tính tình ôn hòa, không hứng thú với danh lợi quyền thế. Là bằng hữu thân thiết nhất của Nhan Đạm ở Thiên giới, hay đưa ra những kế sách giúp Nhan Đạm và là người ủng hộ Nhan Đạm trong mọi chuyện. Từng cứu Thanh Ly Đế quân ở Phàm giới do lời dặn của Nhan Đạm trước lúc nàng nhảy cầu Liễu Vô là thay nàng bảo vệ Đế quân chu toàn. Sau vì phát hiện nhiều nghi điểm ở Đế Tôn nên bị diệt khẩu. | Hồ Lương Vệ     |
| Hà Trung Hoa   | Bắc Minh Tiên Quân                                                              | Một vị tiên quân hiền lành, là sư phụ của Dư Mặc vì được cha mẹ Dư Mặc gửi gắm nuôi nấng trước lúc lâm chung. Đam mê chơi cờ, rất tốt với Nhan Đạm, không may tử trận trong đại chiến Tiên - Ma gây đau đớn khôn nguôi cho Nhan Đạm, Dư Mặc và là nỗi canh cánh của Ứng Uyên sau trận chiến. |                 |
| Diệp Hi Nguyệt | Nguyệt Dao Tiên Quân                                                            | Một vị tiên quân xinh đẹp, biết nhìn xa trông rộng, luôn đứng về phía cái thiện, hết mực kính trọng Ứng Uyên Đế quân. |                 |
| Khác           |                                                                                 | |                 |
| Trương Chỉ Khê | Nhiễm Thanh Thượng Thần                                                         | Chiến thần Thiên giới, mẹ của Ứng Uyên Đế quân, là Thượng Thuỷ Nguyên Tôn thời thượng cổ, là người đặt ra luật "cấm tình" trên Thiên giới, trong tay nắm giữ pháp khí Thất Diệu Thần Ngọc chứa đựng thần lực. Tính tình ôn hoà, văn võ song toàn, bị Huyền Dạ lừa dối rơi vào lưới tình, từng dùng dòng máu Tu La của con trai mình và Huyền Dạ là Ứng Uyên để chống lại Vĩnh Dạ Công của Huyền Dạ. Luôn đặt an nguy của Tam giới lên hàng đầu, vì bảo vệ Tam giới mà không tiếc phá vỡ nguyên thần, đồng quy vu tận với Tu La vương Huyền Dạ. | Chu Vinh Vinh   |
| Hầu Mộng Dao   | Đào Tử Khí                                                                      | Thuộc tộc Điểu tinh, ái mộ Kế Đô tinh quân Hoàn Khâm đến mức tình nguyện bị Hoàn Khâm lợi dụng làm gian tế cho Ma tộc, từng bước diễn kịch để chiếm lấy hảo cảm và tình yêu của Huyền Tương thủ lĩnh Ma tộc, sau cùng được Huyền Tương yêu đến chết đi sống lại, hy sinh cho nàng rất nhiều nhưng Đào Tử Khí chưa một lần yêu hắn, đến lúc chết cũng không nhìn Huyền Tương lấy một lần, tất cả chỉ là vở kịch của Hoàn Khâm dựng nên mà thôi. | Cao Kỳ Phàm     |

#### Long Tộc
| Diễn Viên      | Nhân Vật                      | Giới Thiệu | Lồng tiếng    |
| -------------- | ----------------------------- | --- | ------------- |
| Vương Kiến Tây | Đông Hải Long Vương           | Tính tình ngoan cố, thâm độc, vì sợ Dư Mặc hậu duệ tộc Cửu Kỳ (tộc ngày xưa đứng đầu Tứ Hải) sẽ giành ngôi chủ Tứ Hải của mình nên sai Ngao Tuyên đi truy sát hắn. |               |
| Chu Lệ Lam     | Triêu Lan (Công chúa Nam Hải) | Tính tình dịu dàng nhân hậu, nghĩa khí, lúc còn ở Thiên giới luôn tìm cách giúp đỡ Dư Mặc hết sức có thể. Thầm thương trộm nhớ Dư Mặc mấy trăm năm nhưng không được hồi đáp. Sau lên làm Long Tôn Tứ Hải bảo vệ sự hòa bình của Tứ Hải.                                                                 | Chu Vinh Vinh |
| Vương Hạo Hiên | Ngao Tuyên (Thái tử Đông Hải) | Cậy thế là Thái tử Đông Hải nên hống hách kiêu căng chẳng xem ai ra gì, luôn tìm cách giết Dư Mặc vì sợ Dư Mặc lên làm chủ Tứ Hải, cũng là vì người hắn thích - Triêu Lan công chúa lại chỉ một lòng hướng về Dư Mặc nên sinh lòng ghen ghét, đố kỵ. Cấu kết với Huỳnh Đăng và bị Huỳnh Đăng giết chết. | Lý Nam        |

#### Ma Giới
| Diễn Viên       | Nhân Vật                     | Giới Thiệu | Lồng tiếng      |
| --------------- | ---------------------------- | --- | --------------- |
| Phó Phương Tuấn | Huyền Tương / Liễu Duy Dương | Tuy là Tà thần - thủ lĩnh Ma tộc nhưng nhân hậu, lương thiện, không màng quyền thế, không tranh với đời. Trận chiến Tiên - Ma bị Thước Hoa trưởng lão ở Ma tộc giả danh gây nên đại chiến, khiến Huyền Tương bị hiểu lầm là kẻ độc ác, khơi mào chiến tranh. Sau khi hoá giải hiểu lầm trong trận chiến Tiên - Ma đã trở thành bạn tốt của Ứng Uyên, Dư Mặc, Nhan Đạm. Yêu Đào Tử Khí hết lòng hết dạ, bỏ ra biết bao thần lực để hồi sinh nàng, chỉ mong bên nàng sống hết cuộc đời nhưng không ngờ từ trước tới giờ chỉ bị ả ta lợi dụng, đến lúc chết cũng không cho chàng một ánh mắt. Bị Đế Tôn giả uy hiếp bắt giao ra Vạn Ma Chi Nhãn - pháp bảo của thủ lĩnh Ma tộc để đổi lấy tính mạng Đào Tử Khí, sau đó bị mất nhiều thần lực và rơi vào tay Đế Tôn. Đến cuối Đế Tôn dùng Vạn Ma Chi Nhãn đấu lại Ứng Uyên nên đã hợp lực phá huỷ nó để tránh làm tổn thương Ứng Uyên nên tiêu hao linh lực mà chết. | Quách Hạo Nhiên |
| Khác            |                              | |                 |
| Triệu Văn Hạo   | Nhẫn Hồn Kiếm                | Là bội kiếm trước đây của Huyền Dạ, luôn được ngài mang theo bên người và đem theo chinh chiến trường kỳ trong Trận chiến Sáng Thế năm xưa. Sau khi Huyền Dạ chết, Nhẫn Hồn Kiếm linh bị phong ấn ở cấm địa Thiên giới, tức Địa Nhai, sau này được giải trừ phong ấn bởi sự vô tình của Nhan Đạm. Giao đấu với Ứng Uyên sau đó biết trong người chàng có dòng máu Tu La, phát hiện là người cùng tộc và là hậu duệ của chủ nhân cũ, Nhẫn Hồn Kiếm linh sau đó đã quy thuận và nhập một thể với nguyên thần của Ứng Uyên. Là một Kiếm linh rất khí phách, trung thành với chủ, nhiều lần bảo vệ Ứng Uyên dưới Phàm giới và dạy chàng Vĩnh Dạ Công của cha chàng, với mong muốn tộc Tu La có thể hưng vượng trở lại. Sau cùng vì bảo vệ Ứng Uyên mà chịu một chưởng của Đế Tôn nên đã hồn phi phách tán. |                 |

#### Phàm Giới
| Diễn Viên        | Nhân Vật                     | Giới Thiệu | Lồng tiếng        |  |
| Gia Lan sơn      |                              | |                   |  |
| Tôn Trạch Nguyên | Tử Lân (Sơn chủ Gia Lan sơn) | Tiểu tiên quy trước kia trên Thiên giới ngày nào cũng bị Ứng Uyên Đế quân lật qua lật lại để giải toả căng thẳng. Sau được Nhan Đạm đưa xuống Phàm giới gặp Dư Mặc, hai người đồng sinh cộng tử, sát cánh chống lại kẻ thù, sau cùng Dư Mặc làm Sơn chủ của núi Gia Lan. Thích Lâm Lang và sau này hai người kết thành phu thê cùng nhau bảo vệ núi Gia Lan, trọn đời bên nhau. | Mã Chính Dương    |  |
| Cốc Tuyết Nhi    | Bách Linh                    | Ở Gia Lan sơn đã lâu và có trách nhiệm quản lý, hậu cần mọi việc trong núi nhờ tính cách tháo vát, nhanh nhẹn. |                   |  |
| Lý Mộng Tiêu     | Đan Thục                     | Là một chú sói tinh nhưng vô cùng lương thiện, rất mến Nhan Đạm và coi nàng như một người tỷ tỷ của mình. | Mộc Tiểu Bạch     |  |
| Tộc Hoa Tinh     |                              | |                   |  |
| Lưu Manh Manh    | Giáng Thần                   | Bằng hữu của Nhan Đạm ở Phàm giới, xinh đẹp tuyệt trần, là ca kỹ của một gánh hát nhờ giọng hát truyền cảm và vẻ ngoài xinh đẹp. Yêu Bùi Lạc và bị hắn hại chết. | Đoàn Nhất Huyền   |  |
| Tiết Diệc Luân   | Tộc trưởng Hoa tinh tộc      | Tộc trưởng Hoa tinh tộc, người đã đưa Nhan Đạm đến Gia Lan sơn của Dư Mặc và vô tình khiến hai người đoàn tụ cùng nhau. |                   |  |
| Hồ Tộc           |                              | |                   |  |
| Dương Hật Tử     | Lâm Lang (công chúa Hồ tộc)  | Có vẻ ngoài xinh đẹp, nhanh nhẹn, trước đến núi Gia Lan cầu cứu Dư Mặc giải độc cho đệ đệ của mình là Tử Viêm, sau được Nhan Đạm dùng chân khí Liên hoa của mình vốn có thể chữa bách độc giải độc thành công cho Tử Viêm nên Lâm Lang đã hết lòng cảm tạ và trở thành bạn tốt với nàng. Yêu tiểu tiên quy Tử Lân và tình yêu của họ kết thúc bằng một đám cưới, sống với nhau đến cuối đời. | Vương Mãn Thạch   |  |
| Nhạc Dược Lợi    | Tộc trưởng Hồ tộc            | Một người tộc trưởng anh dũng, nghĩa khí, hết lòng thương yêu bách tính Hồ tộc và hai đứa con của mình. Ban đầu không đồng ý hôn sự của Tử Lân và Lâm Lang do ông nghĩ rằng rùa không xứng với hồ ly, trước đây chưa từng có tiền lệ hồ ly gả cho rùa nên nhất quyết từ chối mặc mọi người khuyên ngăn. Sau cùng vì cảm động bởi tình cảm và sự chân thành của Tử Lân dành cho con gái mình, cộng thêm sự chúc phúc của Đường Châu tức Ứng Uyên quân trên Thiên giới nên ông đã chấp nhận mối hôn sự này. | Trương Nhược Băng |  |
| Lăng Tiêu Phái   |                              | |                   |  |
| Lương Tinh Nhàn  | Tần Khởi                     | Sư muội của Đường Châu ở Lăng Tiêu phái. Rất nghĩa khí, sáng suốt trong việc đánh giá, nhìn nhận sự việc, không hùa theo số đông. Sau khi Đường Châu rời Lăng Tiêu phái đã cùng đại sư huynh lãnh đạo, tiếp quản phái Lăng Tiêu. | Vương Tiểu Thiên  |  |
| Khác             |                              | |                   |  |
| Lâm Nguyên       | Thẩm Tương Quân              | Một nhân vật trong chuỗi biến cố của Thẩm gia, là một người luôn tỏ ra ngây thơ, giống bị mất trí nhưng thực chất lại đang trả vờ để che giấu bí mật động trời về mối quan hệ giữa các thành viên trong Thẩm gia. Thẩm Tương Quân cũng nắm giữ pháp khí Thất Diệu Thần Ngọc vốn bị thất lạc và sau cùng được Đường Châu thu lại được. | Chu Thông         |  |
| Hàn Thừa Vũ      | Bùi Lạc                      | Là An Đô vương ở Phàm giới, ban đầu vì bệnh tật triền miên nên tình cảm với ca kỹ Giáng Thần chỉ đành chôn giấu trong lòng, biết mình sắp chết nên tìm mọi cách đẩy nàng ra xa. Giáng Thần vì yêu Bùi Lạc nên đã mượn Dị Nhãn của Dư Mặc, vốn là pháp bảo rất lợi hại luôn hợp cùng thể với Dư Mặc để đưa cho Bùi Lạc, nhằm giúp hắn trị thương. Bùi Lạc sau khi khỏi bệnh lại vì dã tâm mà hại chết Giáng Thần, cộng thêm Thánh Đức tức Huỳnh Đăng ở dưới Phàm giới dùng kế khích tướng, thổi gió bên gối nên đã trở nên hắc hoá, độc ác, giết người vô tội vạ để luyện tà thuật, hại chết cả người duy nhất thật lòng với hắn là Giáng Thần. Sau cùng bị Đường Châu, Nhan Đạm và Dư Mặc hợp lực giết chết. | Vincent           |  |
| Chuy Kỳ          | Phất Sương                   | Là ca kỹ và bề tôi trung thành trong Thần Tiêu cung của Huyền Tương, làm việc cho Huyền Tương, đơn phương chàng, có lúc dùng Chuyển Dung Quyết biến thành bộ dạng một bà lão để lừa Đường Châu, Nhan Đạm và Dư Mặc trúng kế của Huyền Tương. Sau cùng biết Huyền Tương yêu Đào Tử Khí nên đã buông tay, trở về với bộ dạng bà lão, chúc phúc cho hai người. |                   |  |

## Tứ đại thần khí
| Tên thần khí        | Chủ sở hữu                           | Tác dụng          | Nơi xuất hiện  |
| Thất Diệu Thần Ngọc | Duyệt Cực Xích Ý Đế quân Loan Nguyệt | Hồi phục thần lực | Thẩm gia       |
| Lí Trần             | Thiên Cực Tử Hư Đế quân Chiêu Thánh  | Củng cố thần lực  | Vương Đô       |
| Chử Mặc             | Nguyên Thuỷ Trường Sinh Đại đế       | Gia tăng thần lực | Thần Tiêu cung |
| Địa Chỉ             | Đông Cực Thanh Ly Đế quân Ứng Uyên   | Chữa lành cơ thể  | Núi Gia Lan    |

## Giải thưởng
| Năm  | Lễ trao giải              | Giải thưởng                   | Nhận xét  |
| 2021 | Liên hoan phim Hoành Điếm | Giải thưởng Civilization Crew | Đoạt giải |

## Nhạc phim
| Nhạc phim gốc của bộ phim truyền hình "Trầm Vụn Hương Phai; Trầm Hương Trọng Hoa" | Nhạc phim gốc của bộ phim truyền hình "Trầm Vụn Hương Phai; Trầm Hương Trọng Hoa" | Nhạc phim gốc của bộ phim truyền hình "Trầm Vụn Hương Phai; Trầm Hương Trọng Hoa" | Nhạc phim gốc của bộ phim truyền hình "Trầm Vụn Hương Phai; Trầm Hương Trọng Hoa" | Nhạc phim gốc của bộ phim truyền hình "Trầm Vụn Hương Phai; Trầm Hương Trọng Hoa" | Nhạc phim gốc của bộ phim truyền hình "Trầm Vụn Hương Phai; Trầm Hương Trọng Hoa" |
| STT                                                                               | Nhan đề                                                                           | Phổ lời                                                                           | Phổ nhạc                                                                          | Trình bày                                                                         | Thời lượng                                                                        |
| --------------------------------------------------------------------------------- | --------------------------------------------------------------------------------- | --------------------------------------------------------------------------------- | --------------------------------------------------------------------------------- | --------------------------------------------------------------------------------- | --------------------------------------------------------------------------------- |
| 1.                                                                                | "《Trầm Hương》" (Bài hát chủ đề, kết thúc)                                       | 段思思                                                                            | 谭旋                                                                              | Trương Kiệt, Trương Lương Dĩnh                                                    | 05:02                                                                             |
| 2.                                                                                | "《Hồng Trần Lục》" (Bài hát mở đầu)                                              | 段思思                                                                            | 谭旋                                                                              | Trương Kiệt                                                                       | 04:18                                                                             |
| 3.                                                                                | "《Thiên Tinh》" (插曲)                                                           | 段思思                                                                            | 谭旋                                                                              | Trương Lương Dĩnh                                                                 | 05:02                                                                             |
| 4.                                                                                | "《Lưỡng Lưỡng》" (下部片尾曲)                                                    | 王耀光                                                                            | 张鹏鹏                                                                            | Hồ Hạ, Úc Khả Duy                                                                 | 02:43                                                                             |
| 5.                                                                                | "《Vọng Thần》" (下部片尾曲)                                                      | 严艺丹                                                                            | 严艺丹                                                                            | Dương Tử                                                                          | 04:09                                                                             |
| 6.                                                                                | "《Không Quên》" (下部片尾曲)                                                     | 王耀光                                                                            | 张鹏鹏、王耀光                                                                    | Trương Lỗi                                                                        | 04:25                                                                             |
| 7.                                                                                | "《Vong Xuyên》" (插曲)                                                           | 刘畅                                                                              | 谭旋                                                                              | Thành Nghị                                                                        | 04:25                                                                             |
| 8.                                                                                | "《Lưỡng Lưỡng》" (概念曲)                                                        | 王耀光                                                                            | 张鹏鹏                                                                            | Hồ Hạ                                                                             | 02:43                                                                             |
| 9.                                                                                | "《Chờ Đợi Một Người》" (概念曲)                                                  | 蒋超                                                                              | 洪文豪                                                                            | Dương Hật Tử                                                                      | 03:18                                                                             |

## Hoạt động quảng cáo
- Vào ngày 12 tháng 3 năm 2021, một bức ảnh cổ trang của Thành Nghị đóng vai chính đã được phát hành.
- Vào ngày 27 tháng 3 năm 2021, bản đồ hiện trường đã được phát hành.
- Vào ngày 30 tháng 7 năm 2021, chương trình đã chính thức ra mắt và trailer đầu tiên đã được phát hành trên Weibo chính thức.
- Vào ngày 15 tháng 10 năm 2021, bộ phim đã hoàn thành và sẽ được phát hành.
- Vào ngày 20 tháng 10 năm 2021, poster và cảnh quay hậu trường của Trầm Vụn Hương Phai được tung ra.
- Vào ngày 14 tháng 2 năm 2022, bài hát chủ đề "Trầm Hương" được phát hành.
- Vào ngày 20 tháng 7 năm 2022, poster đầy đủ của đội hình được phát hành.
- Vào ngày 22 tháng 7 năm 2022, nhạc phim "Thiên Tinh" được phát hành.
- Vào ngày 27 tháng 7 năm 2022, nhạc phim "Vong Xuyên" được phát hành.
- Vào ngày 28 tháng 7 năm 2022, nhạc phim "Không Quên" được phát hành.